# Sajka, Mirhorod
Sajka (în ucraineană Сажка) este un sat în comuna Cerevkî din raionul Mirhorod, regiunea Poltava, Ucraina.

## Demografie
Componența lingvistică a localității Sajka
     Ucraineană (100%)
Conform recensământului din 2001, toată populația localității Sajka era vorbitoare de ucraineană (100%).